# Sainte-Hénédine
| Sainte-Hénédine               |                            |
| Sainte-Hénédine 2019.jpg      |                            |
| Coordenadas: 46°33' N 70°59'O |                            |
| Província                     | Quebec                     |
| Região administrativa         | Chaudière-Appalaches       |
| Incorporado em                | 1 de julho de 1855         |
| Prefeito                      | Yvon Asselin (2005 a 2009) |
|                               |                            |
| Área                          |                            |
| - Cidade                      | 53,06 km², 21,2 mi²        |
| Fuso horário                  | UTC -5                     |
| População (2006)              |                            |
| - Cidade                      | 1.163                      |
| - Densidade                   | 22 hab/km², 55 hab/mi²     |

Sainte-Hénédine é uma municipalidade canadense do conselho municipal regional de La Nouvelle-Beauce, Quebec, localizada na região administrativa de Chaudière-Appalaches. Em sua área de pouco mais de 53 km², habitam cerca de mil pessoas.